# Maria Westin
Lina Maria Jasmine Westin, ibland nämnd som Mia Westin, född 30 april 1971 i Skärholmen i Stockholm, är en svensk regissör och dramatiker.

## Utbildning, teaterverksamhet och bokproduktion
Westin, som delvis är uppvuxen i Delsbo i Hälsingland, gick gymnasieutbildning på Södra Latins teaterlinje i Stockholm och studerade sedan vid Umeå universitet. Hon är filosofie kandidat i humaniora. Westin har skrivit och regisserat teaterföreställningar på Profilteatern i Umeå. Hon har även skrivit, regisserat och framfört teaterföreställningar tillsammans med Charlotte Lindmark, verksam i Luleå. Sedan 2010 är hon frilansare med fokus på scenkonst, utbildning och presentationsteknik och har även arbetat som metodutvecklare vid Rättighetscentrum Västerbotten och som copywriter när Umeå var kulturhuvudstad 2014.
Westin medverkar i Boken om Väven: byggandet av en ny plattform för kultur, handel och upplevelser i Umeå, där människor och idéer vävs samman 2015 och är medförfattare till Rätten till din berättelse: normkreativa metoder och brytiga böcker för barn och unga 2018.

## Scenkonst (i urval)
| År   | Roll     | Produktion                                                        | Regi                                               | Teater                                                      |
| ---- | -------- | ----------------------------------------------------------------- | -------------------------------------------------- | ----------------------------------------------------------- |
| 2022 | Maurits  | Det är synd om män i skor av Maria Westin och Charlotte Lindmark  | Regihjälp Johanna Salander                         | Smart Framförande & Glugg Produktion, på Norrbottensteatern |
| 2021 | -        | Buhu! Buhu! Buhu! av Kristian Hallberg och Carl Åkerlund          | Maria Westin                                       | Profilteatern                                               |
| 2019 | Rita     | Bastuklubben av Johanna Salander                                  | Johanna Salander                                   | Ögonblicksteatern                                           |
| 2019 | -        | O/ROLIGT LIV av Charlotte Lindmark                                | Maria Westin                                       | Glugg Produktion                                            |
| 2017 | -        | Sångsvanen & Koltrasten av Lina Lundin                            | Dramaturg och konstnärlig handledning Maria Westin | Nomo Daco                                                   |
| 2016 | Flera st | UNDER [är jag] BAR av Maria Westin och Charlotte Lindmark         | Regihjälp Rasmus Lindberg                          | Smart Framförande & Glugg Produktion                        |
| 2013 | -        | BABAR av Francis Poulenc                                          | Maria Westin                                       | Norrlandsoperan                                             |
| 2012 | -        | Hope av Maria Westin och Charlotte Lindmark                       | Maria Westin                                       | Glugg Produktion                                            |
| 2012 | -        | Into The Woods av Stephen Sondheim                                | Maria Westin                                       | Musikalakademien                                            |
| 2012 | -        | Papiljong av och med Nomo Daco                                    | Dramaturg och konstnärlig handledning Maria Westin | Nomo Daco                                                   |
| 2011 | -        | Broderskap av David Vikgren                                       | Maria Westin                                       | Teater Scratch                                              |
| 2008 | -        | Fjäriln vingad syns på Haga av Maria Westin                       | Emil Nilsson-Mäki                                  | Skuggteatern                                                |
| 2007 | -        | Pojke Flicka av Maria Westin, baserad på roman av Terence Blacker | Maria Westin                                       | Profilteatern                                               |
| 2005 | -        | Kopia av Caryl Churchill                                          | Maria Westin                                       | Profilteatern                                               |
| 2005 | -        | Som Sommar av Maria Westin                                        | Maria Westin                                       | Profilteatern                                               |
| 2005 | -        | Noshörningar av Eugène Ionesco                                    | Maria Westin                                       | Västerbottensteatern                                        |
| 2003 | -        | Varför är det så ont om Q? av Hans Alfredson                      | Maria Westin                                       | Profilteatern                                               |
| 2002 | -        | Danny Crowe Show av David Farr                                    | Maria Westin                                       | Profilteatern                                               |
| 1997 | -        | Gördis av Maria Blom                                              | Maria Westin                                       | Ludna Teatern                                               |
| 1997 | -        | Jonglören av Maria Westin och Kristina Kalén                      | Maria Westin                                       | Profilteatern                                               |